# ASM-N-2 BAT

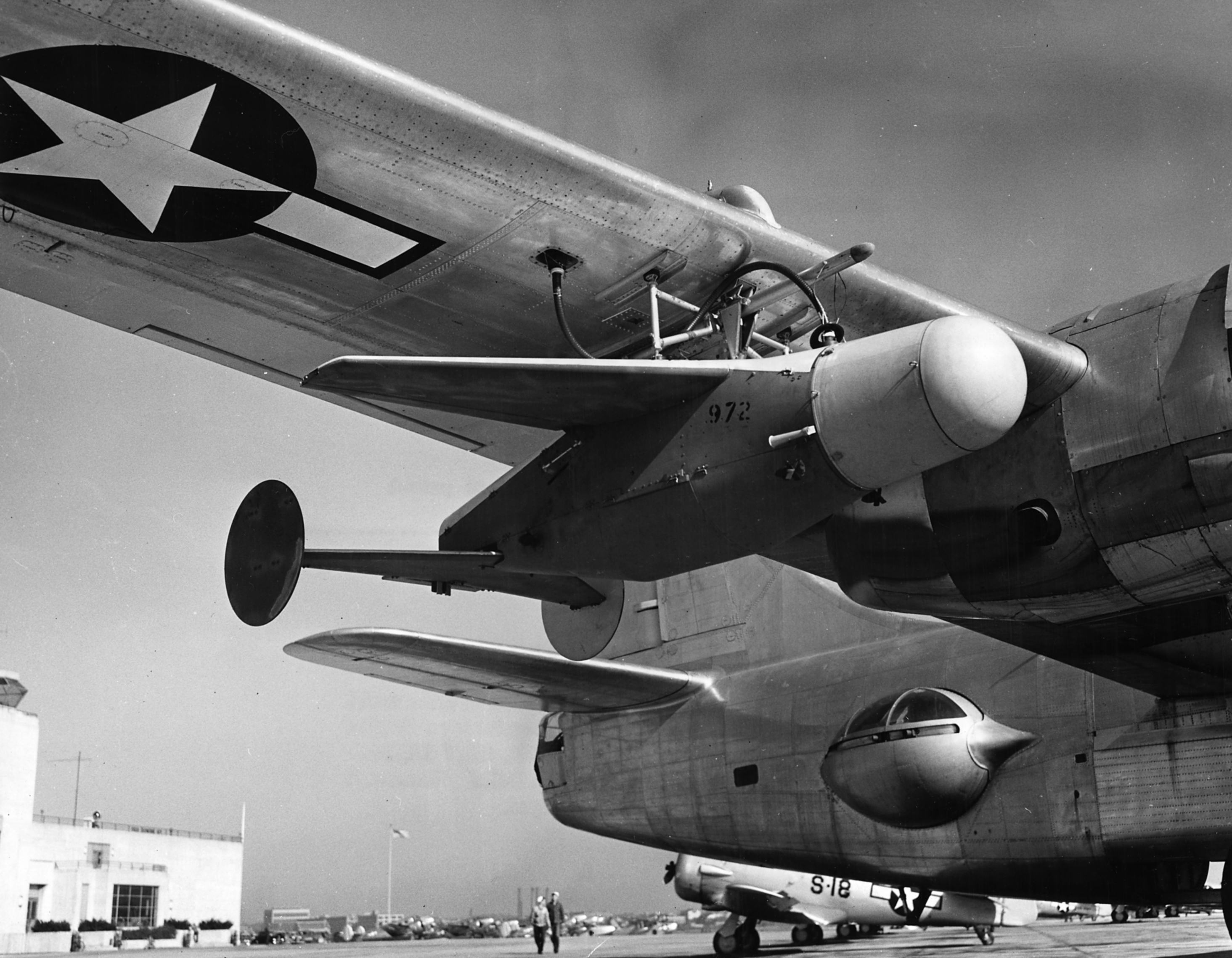
PB4Y-2Bに搭載されたSWOD Mk 9

ASM-N-2 BATとは、アメリカ軍が第二次世界大戦末期に開発した世界初の自動誘導可能な誘導爆弾である。ASM-N-2は最後の呼称で、Bomb MK 57、ついでSWOD MK 9とも呼ばれた。
なお、ドイツ国防軍がこれに先行してフリッツXやHs 293といった誘導爆弾を開発、そして実戦に投入してかなりの戦果を挙げている。が、誘導方式は手動式で、操作手が近距離から目視でラジコン操縦するというものであった。

## 経歴
アメリカ軍の武器開発組織である合衆国海軍武器局は特殊な爆弾SWOD(Special Weapon Ordnance Device)シリーズを開発していた（設計は主に標準局が行った）。そのうちの一つがこのSWOD MK9である。
SWODは主に誘導爆弾であり、テレビ誘導、レーダー誘導、目視誘導など、の方法が試されたが、そのほとんどが失敗した。中には鳩を誘導装置として使用するものもあったようだが、失敗に終わったようである（プロジェクト鳩）。BAT(コウモリの意)は、1942年に開発が開始された。誘導方式はレーダー誘導で、母機から発射後、自動で目標に向かっていくという自動追尾システムを備えていた。
それは機首にレーダーを備えており、そのレーダーの反射波をたどり、目標に命中するというものであった。このシステムは現在世界中で使用されているハープーンと非常に近い方式ではある。開発は標準局で行われた。機体構造は主に鋼鉄とベニヤ板である。
1945年に開発が終了、実戦配備されることになる。ただしその誘導方式の性質上、起伏のある地上では使用不可能、対艦船に対してもドックなどの遮蔽物が近くにあると誘導されないという弱点があり、使用用途はかなり狭いものであった。
初使用は1945年の4月23日、アメリカ海軍のVPB-109（使用機はPB4Y-2B）がボルネオ島バリクパパン港に停泊する日本側の船舶に2機を放ったのが初である。戦果は、命中したという説はあるものの撃沈は確認されていない。なお、4月23日に撃沈したという資料があるが、艦船資料を照らし合わせると、その日時にバリクパパンで撃沈された戦闘艦は存在しない。また、5月にボルネオ島近海で日本海軍駆逐艦を数隻撃沈したという説もあるが、これも艦船資料上で確認すると駆逐艦がその付近で数隻撃沈されたという記録は残っておらず、信憑性は非常に薄いといわざるを得ない。
確認できる戦果としては5月27日に朝鮮海峡で海防艦粟国が艦首切断の損害を受けている。これは米側記録では駆逐艦を撃沈したことになっている。またVPB-109は5～6月に中国近海から南朝鮮、九州にかけての地域で盛んに貨物船や小船舶を攻撃しており、この地域で損害を受けた日本側船舶の中にバットによる戦果が含まれる可能性がある。しかしながらそれらの戦果は確認されていない。またVPB-123およびVPB-124でもバットは使用されたがこれらの部隊による戦果は確認できない。
また、ビルマにて橋破壊を行ったとする資料があるが、これは誘導方式からして橋に誘導するのは不可能であるし、だいいちASM-N-2が装備されていた部隊は当時すべて偵察兼爆撃部隊（VPB）であり、ビルマ内陸まで偵察範囲とは考えられない。これは、AZONの戦果であるとする資料があり、こちらが正しいと考えられる。
終戦までに2,580機が生産されたが、その大半は未使用で終戦を迎える。また、1947年ごろに誘導ミサイルとして再度分類されている。
戦後は、F4Uコルセアなどの航空機からの投射試験も行われたが、廃艦に対する発射実験はきわめて失望的なものであった。この原因は船や航空機からのレーダー干渉によるものと判明した。これはアメリカ軍自身がフリッツXを無力化したのと同様の電子妨害で実戦では容易に誘導を妨害できることを意味していた。1953年頃にバットの改良型の開発が計画されたがほどなく兵器リストから削除されバットファミリーの歴史は終焉を迎えた。
バットは戦果、兵器としては失敗作であり、その後その技術が直接的に発展した兵器は存在しない。だが、兵器史上初の実用自動誘導爆弾であるという点にその成果はあり、兵器史の中では重要な1ページであるといえる。

## データ
- 全長：3.63m(11ft)
- 翼幅：3.05m(10ft)
- 重量：850kg
- 速度：480km(投射時の状況によって変化)
- 最大射程：32km程度（ただし実際にこの距離で有効であったとは到底考えられない上、到達するのか自体疑問である）
- 弾頭重量：450kg